# Semmelturm

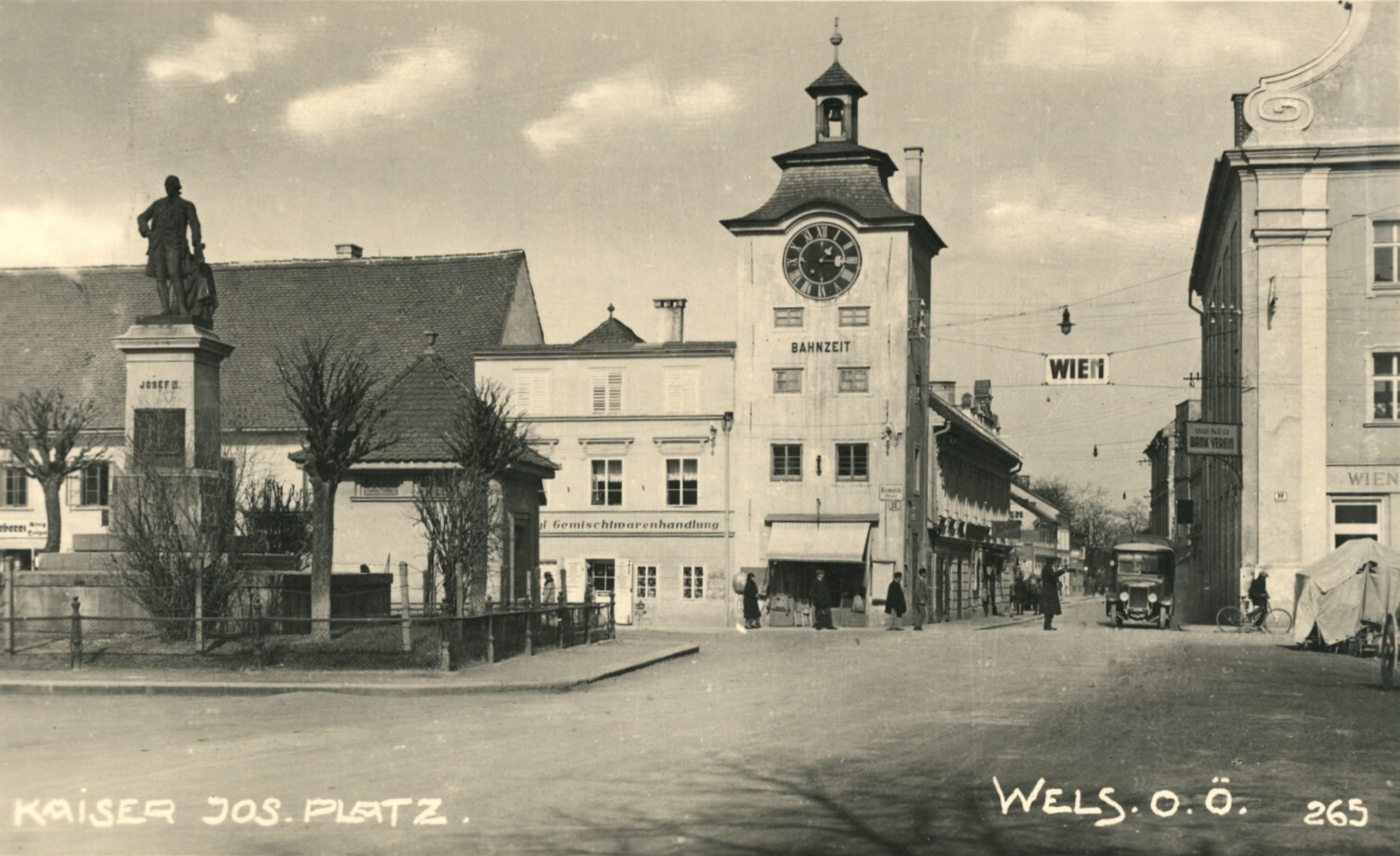
Kaiser-Josef-Platz mit Semmelturm, 1939

Der Semmelturm war ein Uhrturm in Wels. Von 1733 bis 1959 stand er am Ostende des Kaiser-Josef-Platzes. Namensgebend war der ebenerdige Verkaufsladen eines Bäckers.

## Beschreibung
Der kleine Uhrturm wurde nach dem Abbruch des auf dem Vorstadtplatz, dem heutigen Kaiser-Josef-Platz, gestandenen alten Wachturm im Jahr 1733 erbaut. Er befand sich an der heutigen Kreuzung Bahnhofstraße und Stelzhamerstraße.

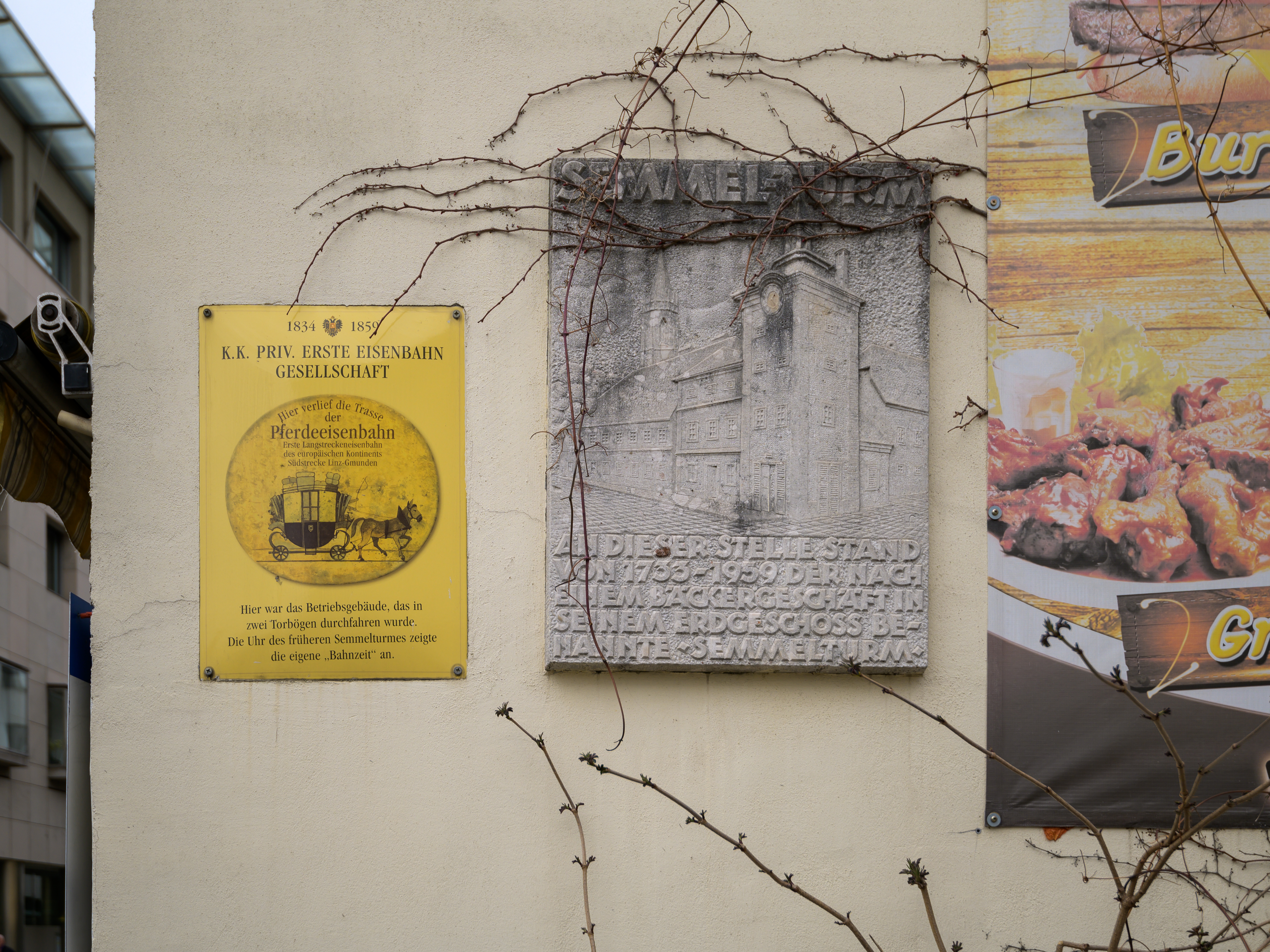
Erinnerungstafel an den Semmelturm und die Pferdeeisenbahn

Im ebenerdigen Raum war ein Brotladen untergebracht, wovon der Turm den Namen „Semmelturm“ erhielt. Da auf dem abgebrochenen Wachtturm ebenfalls eine Uhr angebracht war, wurde am Semmelturm wiederum eine Uhr angebracht. Im 19. Jahrhundert war der Semmelturm Teil eines Gebäudeensembles der Pferdeeisenbahn Budweis–Linz–Gmunden. Das nebenstehende Betriebsgebäude wurde in zwei Torbögen durchfahren. Im Betriebsgebäude befanden sich Verwaltungs- und Lagerräume. Ab dem späten 19. Jahrhundert zeigte die Uhr die Bahnzeit, die festgelegte Einheitszeit für den Eisenbahnverkehr.
Unter einem mit Lärchenschindeln gedecktem Dach befanden sich zwei Glocken. Es waren zwei weitgeschweifte Glocken, die untereinander hingen. Die obere enthält die Inschrift: Silvius Creuß goß mich in Linz anno 1732. Darunter befindet sich das Stadtwappen. Diese Glocke wurde vermutlich eigens für den Turm angefertigt. Die untere Glocke enthält die Inschrift: Wolf Stahel goß mich aus dem Feuer 1635. Darunter befand sich ein Marienbild und das Stadtwappen. Das im Stadtarchiv aufbewahrte Bürgerbuch führt den Rotschmied Wolf Stahel an, der am 8. Juli 1624 als Welser Bürger aufgenommen wurde.
Der Semmelturm wurde 1959 abgerissen. An seiner Stelle wurde ein Hochhaus errichtet, das von den Welsern „Semmelturm-Hochhaus“ oder „Semperit-Hochhaus“ genannt wird.